# John Dalton
För andra betydelser, se John Dalton (olika betydelser).
John Dalton, född 6 september 1766 i Eaglesfield, nära Cockermouth i Cumberland, död 27 juli 1844, var en brittisk kemist och fysiker. Dalton är mest känd för sina pionjärinsatser vad gäller atomens uppbyggnad.

## Biografi

### Uppväxt och skolning
Dalton, som var son till en fattig yllevävare, förvärvade sig främst på egen hand kunskaper i matematik och naturvetenskap. Han undervisade själv vid kväkarskolor redan från 12 års ålder. Han var under några år lärare vid Manchesterakademin, men då skolan flyttades 1799 blev han kvar i staden som privatlärare och ägnade stor del av sin tid åt egna undersökningar.

### Upptäckter
Daltons tidigare undersökningar gällde främst meteorologiska problem, och 1793 utgav han Meteorologica observations and essays, där han bland annat analyserade betydelsen av vattenångan i atmosfären. Härigenom väcktes hans intresse för frågorna om gasernas värmeutvidgning och absorption i vätskor samt om gasernas förhållande vid blandning, vilken resulterade i uppställandet av den efter honom benämnda lagen för gasblandningar, Daltons lag, vilken, utgavs i tryck 1802. Samma år fann han den för kemin fundamentala lagen om de multipla proportionerna, som dock blev publicerade först i A new system of chemical philosophy (1808). Här utvecklade han en atomteori, som gav en enkel förklaring till den uppställda lagen. Om Dalton nådde fram till sin teori genom experiment eller spekulationer har varit omstritt. Med de enkla hjälpmedel han förfogade över, var det inte möjligt att utföra några noggrannare beräkningar, något som visar sig i en del av de resultat han fick. Riktigheten i hans idéer kom dock senare att fastställas av andra forskare.
John Dalton kom på att kol var ett grundämne år 1803, men resultatet publicerades inte förrän  1808.

### Daltonism
Dalton och hans bröder hade problem med färgseendet, och han trodde att det berodde på en ärftlig blåfärgning av ögats glaskropp. Han testamenterade sina ögon till vetenskapen, men läkaren som skar itu det ena ögat strax efter Daltons död 1844 kunde inte hitta något fel på det. Det andra ögat sparades tills vetenskapen kommit längre.
År 1995 gjordes ett DNA-test som fastställde att Dalton saknat de tappar som behövs för att se grönt, vilket ger en ovanlig form av färgblindhet. Fenomenet med "partiell färgblindhet" kallas ibland även daltonism efter John Dalton. Dalton sammanfattade sina studier kring ämnet 1794 i avhandlingen Extraordinary Facts Relating to the Vision of Colours.

## Eftermäle
Asteroiden 12292 Dalton är uppkallad efter honom.
John Dalton står staty i Manchester.
Atommassenhet kan även kallas dalton (förkortat da).